# Reto Suri
Reto Suri (Zurigo, 25 marzo 1989) è un hockeista su ghiaccio svizzero.

## Palmarès

### Mondiali
- 1 medaglia:
  - 1 argento (Svezia/Finlandia 2013)